# Viktor Petrakov
Viktor Stepanovitsj Petrakov (Russisch: Виктор Степанович Петраков) (15 januari 1949) is een voormalig basketbalspeler die uitkwam voor het nationale team van de Sovjet-Unie. Hij werd Meester in de sport van de Sovjet-Unie, Internationale Klasse.

## Carrière
Petrakov speelde zijn hele profcarrière bij CSKA Moskou. Met die club werd Petrakov tien keer landskampioen van de Sovjet-Unie in 1972, 1973, 1974, 1976, 1977, 1978, 1979, 1980, 1981 en 1982. Ook werd Petrakov twee keer Bekerwinnaar van de Sovjet-Unie in 1972 en 1973. In 1973 verloor Petrakov de finale van de EuroLeague. Petrakov speelde voor het nationale team van de Sovjet-Unie. Petrakov won zilver op het Europees Kampioenschap in 1977. In 1982 stopte Petrakov met basketballen en werd hij president van CSKA Moskou in 1994/95.
Viktor Petrakov is de vader van Jelena Baranova en Anna Petrakova, die ook allebei basketbalspelers zijn van het nationale team van Rusland.

## Erelijst
- Landskampioen Sovjet-Unie: 10
  - Winnaar: 1972, 1973, 1974, 1976, 1977, 1978, 1979, 1980, 1981, 1982
- Bekerwinnaar Sovjet-Unie: 2
  - Winnaar: 1972, 1973
- EuroLeague:
  - Runner-up: 1973
- Europees Kampioenschap:
  - Zilver: 1977